# Metal Blade Records
La Metal Blade Records è una casa discografica statunitense specializzata nel genere heavy metal.

## Storia
Metal Blade Records venne fondata da Brian Slagel (un amico di Lars Ulrich) nel 1981. Le sue principali sedi si trovano negli Stati Uniti, in Germania e in Giappone.
Nei primi anni di vita la Metal Blade ha pubblicato varie raccolte in più volumi denominate Metal Massacre. Queste raccolte hanno contribuito a rendere celebri vari gruppi, tra cui Metallica, Overkill, Slayer, Armored Saint, Virgin Steele e via dicendo.
I prodotti dell'etichetta sono distribuiti negli Stati Uniti d'America dalla Sony BMG Music Entertainment/RED Distribution.
Nel 2017 è stato pubblicato il libro For the Sake of Heaviness: The History of Metal Blade che racconta la storia dell'etichetta, scritto da Mark Eglington e il fondatore dell'etichetta Brian Slagel.